# Der Schwur des Kärnan
Der Schwur des Kärnan (stilisiert Der Schwur des KÄRNAN) im Hansa-Park (Sierksdorf, Schleswig-Holstein) ist eine Stahlachterbahn vom Modell Infinity Coaster des Herstellers Gerstlauer Amusement Rides, die am 1. Juli 2015 eröffnet wurde. Die 1.235 m lange Achterbahn, die eine Schienenhöhe von 73 m, eine Abfahrt von 67 m und eine Geschwindigkeit von bis zu 127 km/h erreicht, wird als Hyper Coaster beworben. Sie ist zusammen mit Silver Star im Europa-Park die höchste und schnellste Achterbahn Deutschlands, und hinter der Shambhala (76 m), Hyperion (77 m) und Red Force (112 m) die vierthöchste Achterbahn in Europa.
Der Park bezeichnet die Bahn zwar als „Family Thrill Coaster“, nennt als Zielgruppe aber ausdrücklich „Thrill-seeker“ und nicht Familien. Die Mindestgröße für Fahrgäste beträgt 130 cm.

## Achterbahn und Warteschlange

### Fahrerfahrung

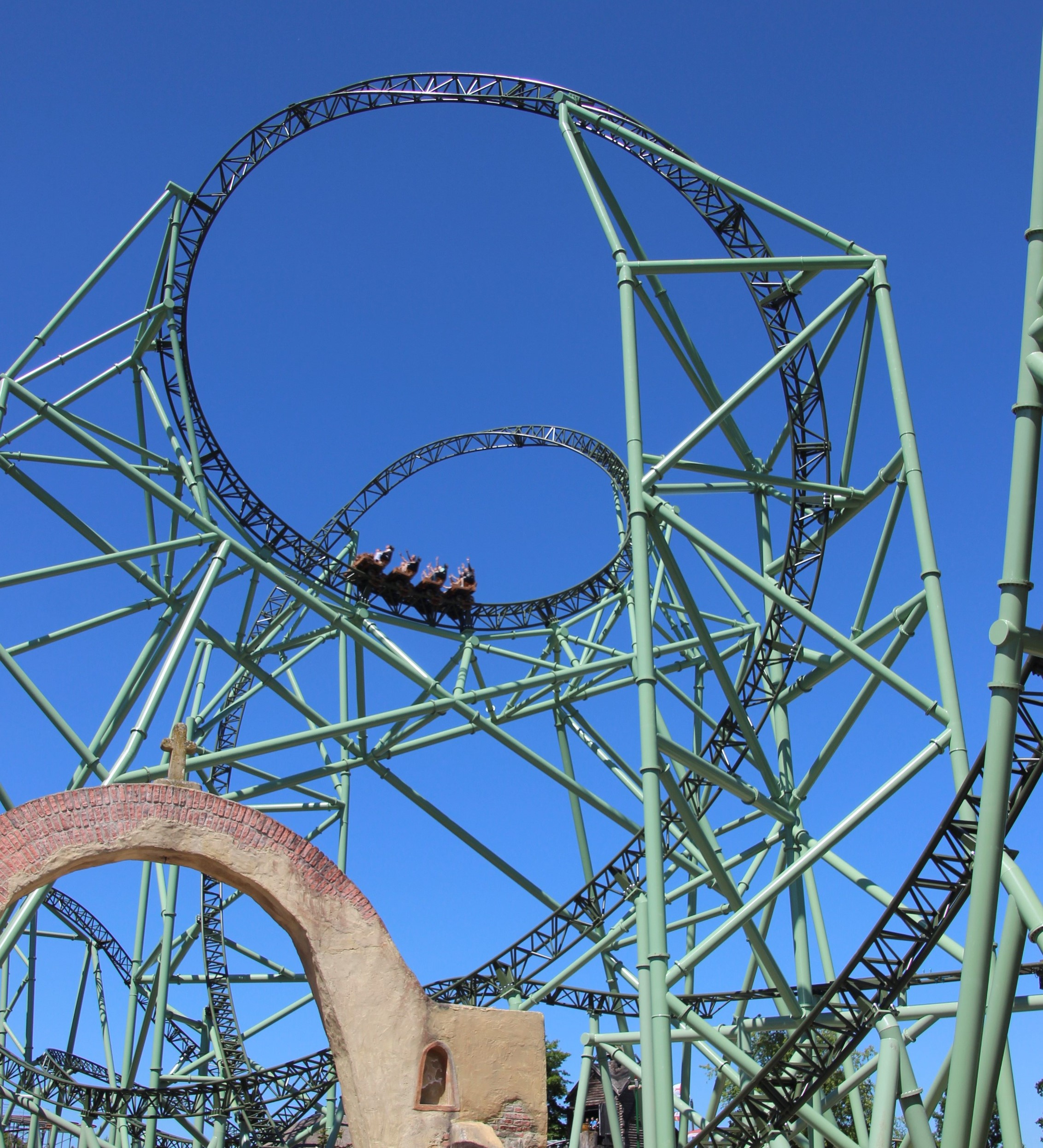
Ein Zug im Herzelement

Das Layout unterteilt sich in zwei Bereiche, eine Dark-Ride-Section, in der die Fahrt startet und endet sowie als Hauptteil einen Streckenverlauf im Freien. Der Schwur des Kärnan weist einige besondere Elemente auf, wie den weltweit ersten vertikalen Lifthill mit Rückwärtsfreifall aus über 60 Metern Höhe, dessen Fallgeschwindigkeit im Jahr 2017 von 5 m/s auf 11 m/s erhöht wurde. Der Lifthill ist komplett in einem 79 Meter hohen Turm eingehaust. Außerdem besitzt die Achterbahn u. a. ein Element, welches einem Herz ähneln soll, eine senkrechte Abfahrt mit Twist, Airtime-Hügel und eine Heartline-Roll zum Ende der Fahrt. Das Layout der Achterbahn ist nach dem First Drop und dem Herzelement in weiten Teilen der Strecke eher bodennah gehalten. Jeder der drei Achterbahnzüge besitzt vier Wagen mit jeweils einer Sitzreihe à vier Sitzplätze.

#### Lifthill
Zur Eröffnung der Bahn im Jahre 2015 war die Decke des Turmes blau beleuchtet. Auf diesen Effekt verzichtete man bereits nach kurzer Zeit. Von der Einfahrt des Zuges bis zum First Drop wird ein Soundtrack gespielt, der in seiner Dynamik zur Fahrt synchronisiert ist. Zur Saison 2019 wurde im Turm ein weiteres Thematisierungselement hinzugefügt: Während der senkrechten Auffahrt auf dem Lifthill blickt der Fahrgast nun, auf dem Rücken liegend, auf eine, an der Turmdecke angebrachte Leinwand, auf welchem ihm der Geist König Erik Menveds, in Form des aus den Einspielern der Warteschlange bekannten Schauspielers, erscheint. Dieser berichtet, bis in alle Ewigkeit an den Turm gefesselt zu sein, woraufhin der Rückwärtsfreifall einsetzt. Nach diesem ist die Stimme des Baumeisters, der den Gästen aus dem Turm helfen möchte, zu hören und der Zug setzt die Fahrt auf dem Lifthill fort, bis hin zum First Drop. Wurde hierbei in den ersten Tagen dieser Neuerung zunächst auf die bekannte musikalische Untermalung verzichtet, spielt der Park diese bei der Fahrt auf dem Lifthill sowie nach dem Rückwärtsfreifall wieder ein, um den Besucherwünschen zu entsprechen und kürzte daher den Monolog des Baumeisters ein.

### Wartebereich

Schematische Darstellung des Kärnan- bzw. Bann-Symbols

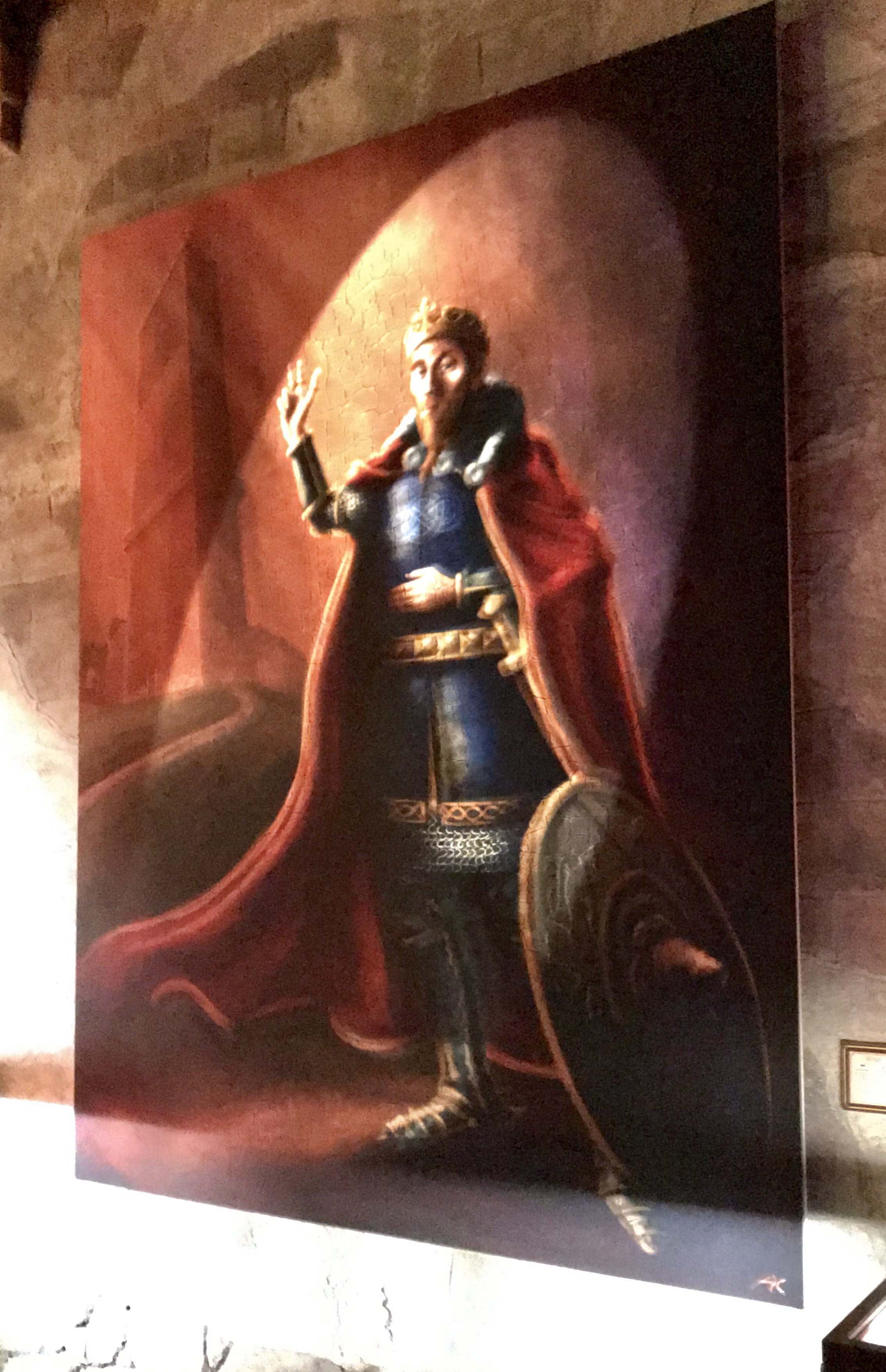
Gemälde von Erik Menved im Wartebereich

Der Wartebereich stellt das KÄRNAN Museum dar. Im ersten Teil sieht der Besucher eine etwa 15-minütige Dokumentation in sieben Teilen, in der Christian Schröder den Kärnan in Helsingborg besucht und der Sage auf den Grund geht. Im weiteren Verlauf durchläuft der Wartende zahlreiche Räume wie einen Thronsaal, in welchem erste Indizien auf den Bann zu sehen sind wie das Symbol des Kärnan auf der Lehne des Throns. Auf weiteren Bildschirmen wird den Besuchern durch einen Schauspieler vermittelt, dass soeben ein weiterer Teil der Festung freigelegt wurde und ein längerer Aufenthalt im Kärnan aufgrund der Einsturzgefahr unsicher sei. So sollen die Besucher die Festung über das „königliche Fluchtfahrzeug“, das den Achterbahnzug darstellt, verlassen. Hierbei wird immer wieder darauf hingewiesen, dass keine losen Gegenstände mitgeführt werden sollen, was tatsächlich den Sicherheitsanweisungen für die Benutzung der Achterbahn entspricht. Sämtliche Teile des Wartebereichs sind mit Soundeffekten wie Kettenrasseln oder Schwertkämpfen unterlegt. Die Beleuchtung ist sehr dunkel gehalten.

#### Atelier des Baumeisters
In diesen Raum werden die Besucher in Gruppen von maximal 16 Leuten eingelassen. Es wird ein Video abgespielt, in dem der aus der Warteschlange bereits bekannte Protagonist diesen Raum erforscht und ein „Geheimfach“ in einer Bücherwand entdeckt, das sich für die Fahrgäste als Gepäckablage herausstellt. In dem Video werden Besucher abermals aufgefordert, sämtliche losen Gegenstände abzulegen, worauf ein Mitarbeiter abschließend ausdrücklich hinweist. Neben losen Gegenständen ist auch das Tragen von Gegenständen untersagt, die geeignet sind, sich zu lösen und in Räder und Achsen verwickelt zu werden und dadurch den Träger verletzen oder Fahrzeuge zum Stillstand bringen können (wie Kopfbedeckungen, Tüchern oder Schals). Sie müssen abgelegt oder durch geeignete Maßnahmen, wie eng anliegende Sturmhauben, so verstaut werden, dass sie keine Gefahr mehr darstellen.

#### Bann-Raum
Danach werden die Fahrgäste in einen abgedunkelten Raum geleitet und verteilen sich in Vierergruppen selbstständig auf vier Reihen. Hier bestimmt ein Zufallsgenerator, welche der Vierergruppen in welcher Sitzreihe im Achterbahnzug Platz nehmen wird. Dies geschieht, indem eine der vier Reihen aufleuchtet und sich danach eine von vier Türen öffnet, die die Reihe im Achterbahnzug bestimmt. Eine freie Wahl der Sitzreihe ist somit nicht möglich. Der Mitfahrer kann lediglich entscheiden, mit wem er in einer Viererreihe Platz nehmen möchte. Auch hier trägt die Dramatik in der Musik einen großen Teil zum Gesamterlebnis bei, wobei die grünen Leuchtsymbole in den Platten am Boden sowie über den Türen jeweils das Symbol des Kärnan darstellen.

## Merchandising
Wie typisch für den Hansa-Park, durchläuft der Fahrgast beim Verlassen der Attraktion einen Verkaufsraum, in dem Merchandise-Artikel, wie bedruckte T-Shirts, Postkarten, Magnete oder den Sound des Kärnan auf CD angeboten werden.

## Thematischer Zusammenhang

### Hintergrundgeschichte

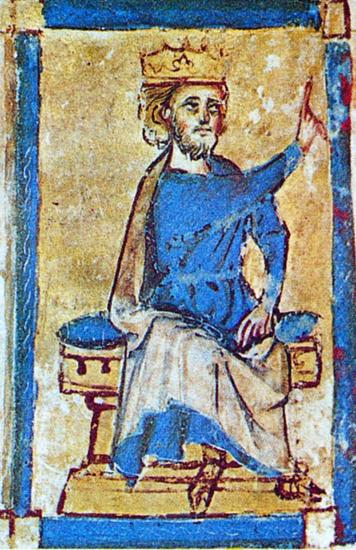
Miniaturmalerei von Erik VI. (1282)

Der alte König Dänemarks, Erik V., wurde in einer Novembernacht von seinen engsten Vertrauten auf der Jagd erstochen. Sein Sohn Erik VI., der zu dem Zeitpunkt 12 Jahre alt war, folgte ihm auf den Thron. Jeden Schwur seiner Regentschaft inklusive seinem Krönungseid leistete er „bei allen heiligen Männern“ (Dänisch ved alle hellige mænd), wodurch er den Beinamen Erik Menved erhielt. Während des Beginns seiner Regentschaft zogen die vogelfreien Mörder seines Vaters noch an den Küsten Dänemarks entlang, wodurch das Volk Angst bekam, was Erik VI. aber nicht interessierte. Sein Fokus lag auf dem Erobern ferner Länder und Teilnehmen an sämtlichen Turnieren. Auf diese Art und Weise gab er das Geld des Hofes aus, bis es knapp wurde, weswegen er die Steuern erhöhte und Teile seines Königreiches an Adelige anderer Länder verpfändete.
Später brach eine Hungersnot über Dänemark aus, die Erik VI. allerdings nicht dazu veranlasste, den Steuersatz zu senken. Stattdessen schlug er die Aufstände gewaltsam nieder und ließ die Opfer als Abschreckung vor den Toren der Stadt aufhängen, was zur Folge hatte, dass sich nun auch der Adel gegen den König wandte und es zu einer großen Rebellion kam, die Erik VI. mit Hilfe ausländischer Söldnertruppen niederschlug. Auch das veranlasste ihn aber nicht, seine Fehler einzusehen, sondern ließ ihn sich als von seinem Volk und benachbarten Königreichen bedroht sehen. Er rief den Hofstaat zusammen und verkündete:

„Unsere Feinde lauern in den Schatten und jenseits der Grenzen Unseres Königreichs, doch Wir werden für Uns und für Dänemark eine Festung errichten – und sie wird stärker sein als es je eine Festung war, so dass Unsere Feinde sie für alle Zeiten nicht einnehmen und niemals niederreißen werden! Das schwören Wir, bei allen heiligen Männern“

Der Baumeister des Hofes wurde mit einer unlösbaren Aufgabe beauftragt: das Errichten einer uneinnehmbaren Festung. Mit dieser Aufgabe zog er sich zeitweise in sein Atelier zurück und erstellte einen Bauplan einer Festung mit einer mächtigen äußeren Ringmauer, einem Burggraben, einer Zugbrücke, zahlreichen Verteidigungsanlagen und dem mächtigsten Bergfried der Welt, dem Kärnan. Das Innere bestand aus einer prunkvollen Empfangshalle, einigen Privatgemächern, Proviantlagern und einem tiefen Brunnen, um bei einer Belagerung Zugriff auf Trinkwasser zu haben. Ebenfalls konstruierte der Baumeister ein System von Geheimgängen in den Mauern der Festung und einen ausgeklügelten Fluchtplan für die Königsfamilie. Direkt nach dem Sichten der Baupläne durch Erik VI. gab er den Befehl zum Bau des Kärnan, wodurch sein Traum, unbesiegbar zu sein, in greifbare Nähe rückte. Der Baumeister hatte schon viele Könige gesehen, die einen gütiger, die anderen grausamer, aber ein König wie Erik VI., der sein eigenes Wohlergehen derart über das seines Volkes stellte, war ihm bis dahin unbekannt gewesen. Während des Baus dachte der Baumeister darüber nach, wie er ohne seinen Eid zu brechen, die unbezwingbare Festung zu bauen, dem Volk helfen konnte. Eines Abends beobachtete er den König und seine Berater beim Würfelspiel und hatte daraufhin einen Geistesblitz. Er eilte in seine Archive und suchte in den alten Schriften seiner Vorgänger nach einer Formel, mit Hilfe derer er den Turm schützen, den König für seine Grausamkeit strafen und vom Volk fernhalten konnte.
Nach sieben Jahren wurde der letzte Stein gesetzt, der Baumeister trat vor den König und sagte, dass der Bau vollendet sei und dem König eine wahrscheinlich unbesiegbare Festung gebaut wurde. Erik VI. erstarrte daraufhin und bohrte nach, ob er nicht öffentlich geschworen und dem Baumeister unter Androhung der Todesstrafe befohlen habe, einen für alle Ewigkeiten unbesiegbaren Turm zu errichten. Der Baumeister bejahte, sagte der Kärnan sei sicherer als es je eine andere Festung war und gestand, dass er es nicht wagte, in Gegenwart des Königs etwas wie den Schutzzauber zu erwähnen. Erik wurde hellhörig und wies den Baumeister an, ihm von diesem Zauber zu erzählen und ob er den Kärnan unbesiegbar machen würde. Der Baumeister bejahte wieder, warnte Erik aber, dass die Wirkung groß sei, der Preis aber noch größer. Er zog eine Schriftrolle aus seinem Beutel und sagte zu Erik, dass sich bei deren Vorlesen ein mächtiger Bann über den Turm lege, dem alle verfallen, die es wagten, den Kärnan anzugreifen, ihn zu bedrohen oder sich ihm mit falscher Absicht näherten – der Bann würde sie ins Verderben stürzen. Diese Formel, führte er fort, würde den Kärnan tatsächlich unbesiegbar machen, aber der Preis für den Schutzzauber sei sehr hoch.
Erik entriss dem Baumeister gierig die Schriftrolle. Bezahlen würde er dafür, er wolle die Steuern erhöhen, sagte er, ohne zu ahnen, dass seine folgenden Worte mit dem blinden Fokus auf Macht einen weitaus höheren Preis mit sich bringen würden. Er wolle es wagen, bei allen heiligen Männern. Erik entrollte das Pergament und sprach die Schutzformel über den Turm. Mit jedem Wort hatte er das Gefühl, ein weiteres Teil seines Selbst würde sich lösen und den Bann entfachen. Als er das Lesen beendete, war er um Jahrzehnte gealtert, mit faltiger Haut und leerem Blick. Kurz darauf verstarb er, der Schwur jedoch blieb erhalten, womit er dem Königreich eine uneinnehmbare Festung hinterließ. Kein Heer konnte den Kärnan bezwingen und kein Feind einnehmen. Damit hatte der Baumeister erreicht, was er geplant hatte. Der Geist des Königs war auf ewig in den Kärnan verbannt und konnte nur durch einen Akt der Güte befreit werden, den Erik Menved zu seinen Lebzeiten aber nie vollbracht hatte.

### Thematisierung

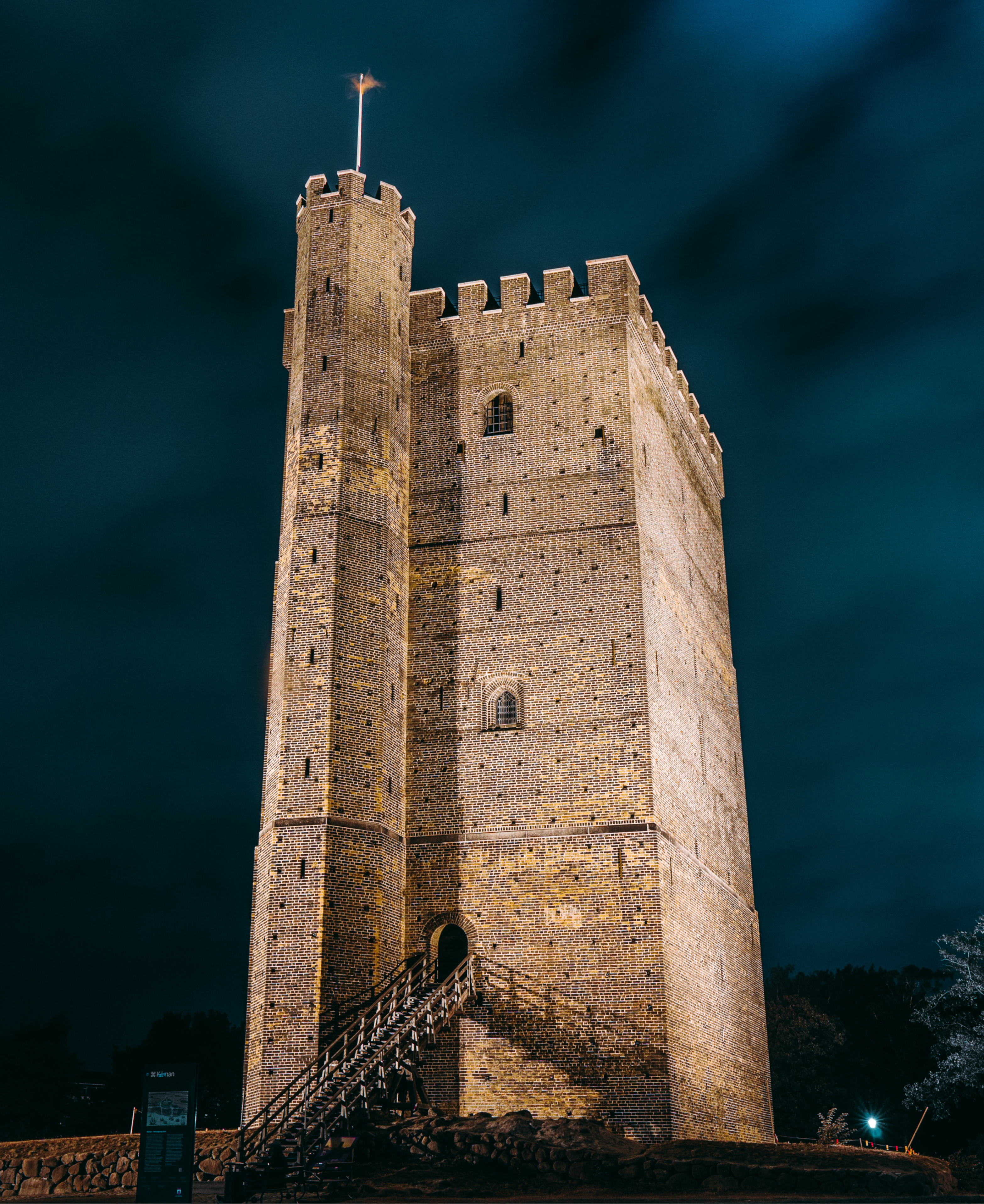
Echter Kärnan in Helsingborg

Die Thematisierung der Achterbahn basiert auf der Geschichte von König Erik VI., der den mittelalterlicher Turm Kärnan als uneinnehmbare Festung bauen und der Sage nach mit einem Bann belegen ließ. Der Turm steht noch heute im schwedischen Helsingborg und wurde vom Hansa-Park in der mehr als doppelten Größe nachgebildet. Zur Eröffnung 2015 noch ein grauer Betonblock, wurde erst in den kommenden Jahren das Äußere der Burg thematisiert und der Turm verklinkert. Diese Arbeiten wurden 2017 komplett fertiggestellt. Auch der Wartebereich war zur Eröffnung noch nicht final thematisiert.
Im Sommer 2017 passte der Hansa-Park abermals seine Themenwelten an. So zählt der Vorplatz vom Schwur des Kärnan fortan zu den Reichen des Nordens und nicht mehr zu Fiesta del Mar (dem mexikanischen Bereich). Hier wurde im gleichen Jahr eine Statue von König Erik VI., dem Erbauer des echten Kärnan in Helsingborg, errichtet und anlässlich des 40-jährigen Jubiläums des Hansa-Parks enthüllt. Auf dem Platz wird das Kungstorget Medley gespielt, das zum Soundtrack des Kärnan gehört.
Am 14. Mai 2024 bestätigte der Geschäftsführer Christoph Andreas Leicht in einem auf YouTube von der Hansa-Park Fanseite "Hansa Park Moments" veröffentlichten Interview, dass auch fast 10 Jahre nach Eröffnung der Attraktion, die Thematisierung noch nicht komplettiert ist. Diese soll im Rahmen eines sogenannten "Masterplanes" in den kommenden Jahren vervollständigt werden.

#### Kärnapulten
Ergänzt wird die Geschichte rund um Kärnan durch die Neuheit 2017 Kärnapulten, ein Gerstlauer Sky Fly, die sich in unmittelbarer Nähe des Kärnan befindet. Diese Attraktion war bereits in der Saison 2016 an der fortschreitenden Thematisierung des Kärnan erkennbar, da ein Pergament im Atelier des Baumeisters diese Attraktion zeigt.

#### Zeit der Schattenwesen (Bis 2024)
Jedes Jahr bis 2024, zwischen September und Oktober fanden an ausgewählten Wochenenden die Zeit der Schattenwesen statt. Zwischen 2018 und 2024 existiert hierbei Der Kerker des Kärnan, welcher thematisch Bezug auf die bereits vom Kärnan erzählte Geschichte nimmt und durch eine Wall-Mapping-Show auch eine thematische Verknüpfung mit Flucht von Novgorod und den vorangegangenen Zeiten der Schattenwesen nimmt. Der Kerker ist ein Rundgang, in welchem durch verkleidete Darsteller die Grauen des Kerkers gezeigt werden und der Besucher selbst als Gefangener angesehen wird. Der Kerker des Kärnan war eine von drei Grusel-Attraktionen im Park und wurde nur für dieses Event genutzt. Die Altersbeschränkung für alle drei Attraktionen lag bei 12 Jahren. Seit der Saison 2024 wird "Die Zeit der Schattenwesen" nicht mehr angeboten. Und damit auch "Der Kerker des Kärnan".

## Soundtrack
Der symphonische Soundtrack Der Sound des Kärnan für die Bahn wurde von IMAscore produziert und in Ungarn mit den Budapester Symphonikern und dem Chor aufgenommen. Hier kamen 63 Musiker sowie 40 Chorsänger zum Einsatz. Die Texte der einzelnen Lieder sind auf Deutsch gesungen und beziehen sich auf die Hintergrundgeschichte des Kärnan rund um König Erik VI. von Dänemark. Der Soundtrack des Kärnan ist der erste Soundtrack von IMAscore, der mit einem Live-Chor eingesungen wurde. Die Aufnahmen in Budapest nahmen zwei Tage in Anspruch, die komplette Produktion, von der Konzeption bis zur Fertigstellung, rund ein Jahr.
Der Soundtrack ist in Teilen in der im Wartebereich gezeigten Dokumentation zu hören, ebenso wie im weiten Verlauf des Wartebereichs und in Indoor-Teilen während der Fahrt. Am 1. Januar 2020 veröffentlichte IMAscore auf YouTube einen Mitschnitt der Aufnahmen in Budapest.
| Nummer      | Titel               | Länge |
| ----------- | ------------------- | ----- |
| 1.          | KÄRNAN              | 3:18  |
| 2.          | Königlicher Empfang | 4:45  |
| 3.          | Öffnet die Tore     | 2:35  |
| 4.          | Uralte Wege         | 2:48  |
| 5.          | Der Bann            | 3:14  |
| 6.          | Unbezwingbar        | 3:20  |
| 7. (Bonus)  | Kungstorget Medley  | 15:12 |
| Gesamtlänge | Gesamtlänge         | 35:12 |

## Auszeichnungen
Der Schwur des Kärnan wurde mit dem „FKF-Award 2015“ ausgezeichnet.

## Kritik
Durch die Attraktion konnte der Hansa-Park seine Besucherzahlen um über 100.000 Besucher auf rund 1,4 Millionen Besucher steigern und diese Zahl seitdem halten.
Viele lobten die Attraktion für den Rückwärtsfreifall und bezeichneten sie als eine passende Ergänzung für den Park.
Einige Besucher kritisieren die lange Wartezeit, die sich auf die geringe Kapazität durch den Rückwärtsfreifall zurückführen lässt.